# Martin Schaefer
Martin Schaefer (* 22. November 1974 in Gütersloh) ist ein deutscher Kommunalpolitiker der CDU. Seit 2023 ist er Bezirksbürgermeister von Berlin-Lichtenberg.

## Ausbildung und Beruf
Schaefer wurde 1974 als siebentes und jüngstes Kind seiner Familie in Gütersloh geboren. Er wuchs in Baden-Württemberg und Hessen auf. Er studierte evangelische Theologie am Theologischen Seminar des Bundes Evangelisch-Freikirchlicher Gemeinden in Hamburg und an der Theologischen Hochschule Elstal. Von 2001 bis 2008 war er Pastor der Evangelisch-Freikirchlichen Gemeinde Berlin-Lichtenberg, danach Jugendpastor und Bildungsreferent für 60 Kirchengemeinden in Berlin und Brandenburg.
Er war 2013–2020 Geschäftsführer der gemeinnützigen blu:boks GmbH in Berlin-Fennpfuhl, die sich um benachteiligte Kinder und Jugendliche kümmert.

## Politik
Schaefer ist Mitglied der CDU. Von 2012 bis 2016 war er als Bürgerdeputierter im Jugendhilfeausschuss der Bezirksverordnetenversammlung Berlin-Lichtenberg tätig. Von 2016 bis 2020 war er Mitglied der Bezirksverordnetenversammlung Berlin-Lichtenberg und dort Vorsitzender des Ausschusses für Wirtschaft und Soziales.
Von 2020 bis 2021 war er Bezirksstadtrat für Schule, Sport, öffentliche Ordnung, Umwelt und Verkehr und 2021 bis 2023 für öffentliche Ordnung, Umwelt und Verkehr.
Seit dem 21. April 2023 ist Schaefer Bezirksbürgermeister von Lichtenberg.

## Privates
Schaefer lebt im Weitlingkiez in Berlin-Rummelsburg. Er ist verheiratet und hat drei Kinder.